# Feestdagen in Duitsland

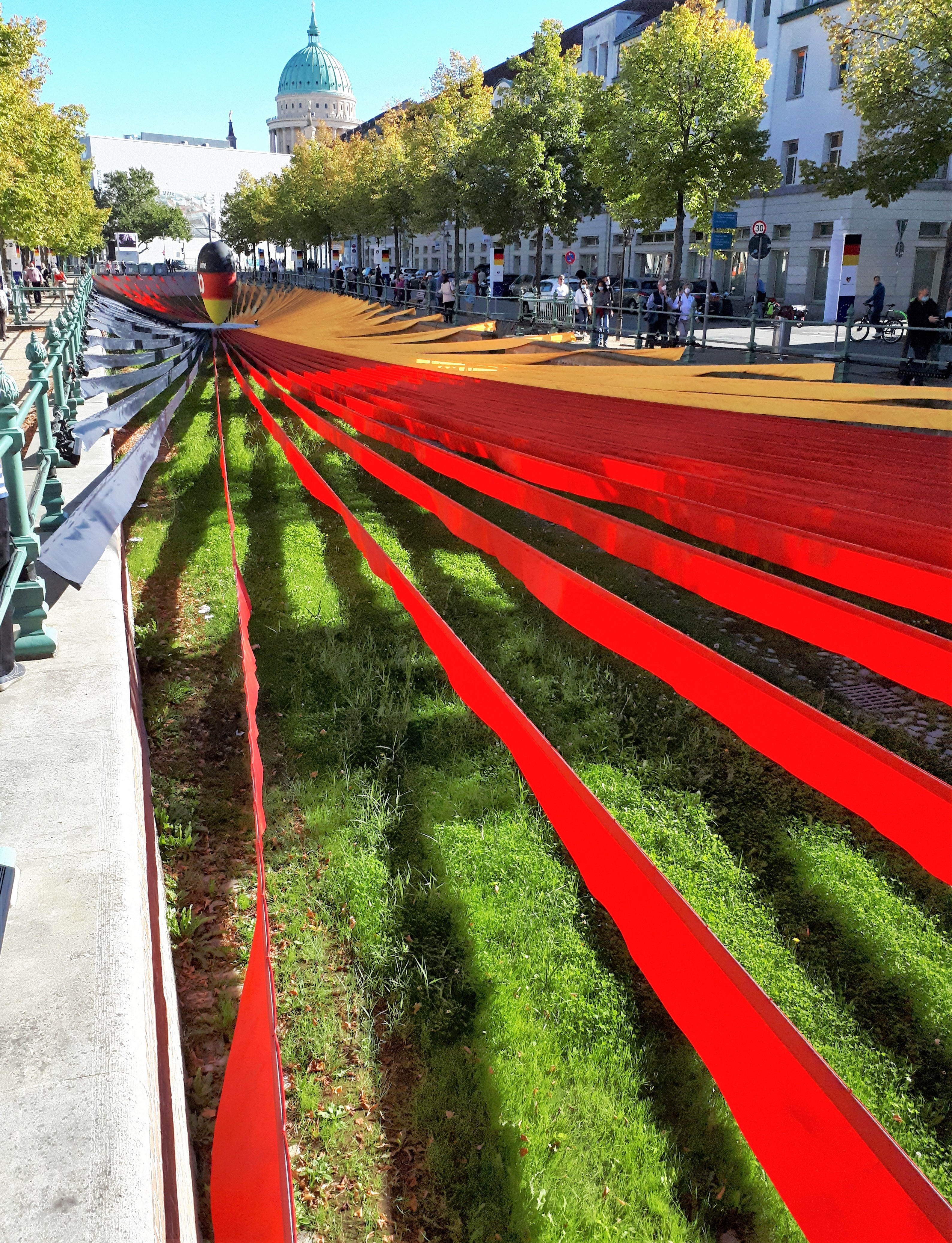
Viering van de Dag van de Duitse eenheid in Potsdam, 3 oktober 2020.

In deze pagina staan de feestdagen in Duitsland.

## Nationale feestdagen
| Datum          | Duitse naam               | Nederlandse naam          |
| -------------- | ------------------------- | ------------------------- |
| 1 januari      | Neujahr                   | Nieuwjaar                 |
|                | Karfreitag                | Goede Vrijdag             |
|                | Ostern                    | Pasen                     |
| 1 mei          | Tag der Arbeit            | Dag van de arbeid         |
|                | Christi Himmelfahrt       | Hemelvaart                |
|                | Pfingsten                 | Pinksteren                |
| 3 oktober      | Tag der Deutschen Einheit | Dag van de Duitse eenheid |
| 25-26 december | Weihnachten               | Kerstmis                  |

## Lokale feestdagen
Hieronder staat een lijst van de belangrijkste lokale feestdagen in Duitsland.
| Datum                    | Duitse naam                   | Nederlandse naam            | Gebied(en) |
| ------------------------ | ----------------------------- | --------------------------- | --- |
| 6 januari                | Heilige Drei Könige           | Driekoningen                | Baden-Württemberg, Beieren, Saksen-Anhalt                                                                                  |
| 8 maart                  | Internationaler Frauentag     | Internationale vrouwendag   | Berlijn, Mecklenburg-Voor-Pommeren                                                                                         |
|                          | Fronleichnam                  | Sacramentsdag               | Baden-Württemberg, Beieren, Hessen, Noordrijn-Westfalen, Rijnland-Palts, Saarland, Saksen*, Thüringen*                     |
| 8 augustus               | Augsburger Hohes Friedensfest | Augsburgse Hoog Vredesfeest | Stad Augsburg |
| 15 augustus              | Mariä Himmelfahrt             | Mariahemelvaart             | Saarland, Beieren* |
| 20 september             | Weltkindertag                 | Kinderdag                   | Thüringen |
| 31 oktober               | Reformationstag               | Hervormingsdag              | Brandenburg, Bremen, Hamburg, Mecklenburg-Voor-Pommeren, Nedersaksen, Saksen, Saksen-Anhalt, Sleeswijk-Holstein, Thüringen |
| 1 november               | Allerheiligen                 | Allerheiligen               | Baden-Württemberg, Beieren, Noordrijn-Westfalen, Rijnland-Palts, Saarland                                                  |
| de woensdag voor 23 nov. | Buß- und Bettag               | Boete- en Biddag            | Saksen |

*In deze deelstaat wordt het feest gedeeltelijk gevierd.

## Stille feestdagen
In heel Duitsland zijn drie zogenaamde Stille Feiertage. Dit zijn Goede Vrijdag, Volkstrauertag en Eeuwigheidszondag. Op deze dagen geldt onder andere een dansverbod. Ook moeten bioscopen zich houden aan een lijst met films die op deze dagen niet vertoond mogen worden en is het verboden om te verhuizen.
Albanië ·
Andorra ·
Armenië ·
Azerbeidzjan ·
België ·
Bosnië en Herzegovina ·
Bulgarije ·
Cyprus ·
Denemarken ·
Duitsland ·
Estland  ·
Finland ·
Frankrijk ·
Georgië ·
Griekenland ·
Hongarije ·
Ierland ·
IJsland ·
Italië ·
Kazachstan ·
Kosovo ·
Kroatië ·
Letland ·
Liechtenstein ·
Litouwen ·
Luxemburg ·
Malta ·
Moldavië ·
Monaco ·
Montenegro ·
Nederland ·
Noord-Macedonië ·
Noorwegen ·
Oekraïne ·
Oostenrijk ·
Polen ·
Portugal ·
Roemenië ·
Rusland ·
San Marino ·
Servië ·
Slovenië ·
Slowakije ·
Spanje ·
Tsjechië ·
Turkije ·
Vaticaanstad ·
Verenigd Koninkrijk ·
Wit-Rusland ·
Zweden ·
Zwitserland